# ASCI Red

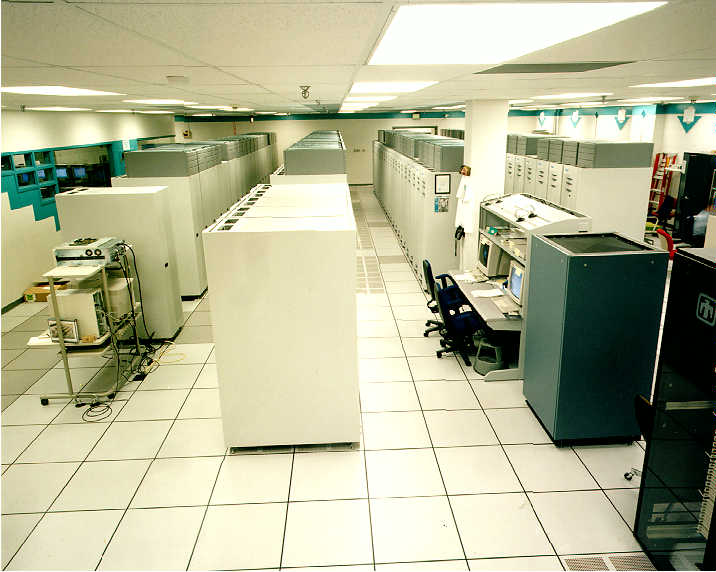
O ASCI Red

O ASCI Red (também conhecido como ASCI Option Red ou TFLOPS) foi o primeiro computador construído sob a Iniciativa de Computação Estratégica Acelerada (ASCI), a iniciativa de supercomputação do governo dos Estados Unidos criada para ajudar a manutenção do arsenal nuclear do país após a moratória de 1992 em testes nucleares.
O ASCI Red foi construído pela Intel e instalado no Sandia National Laboratories no final de 1996. O design foi baseado no computador Intel Paragon. Os objetivos originais de entregar uma verdadeira máquina teraflop até o final de 1996, capaz de executar um aplicativo ASCI usando toda a memória e nós em setembro de 1997, foram alcançados. Foi usado pelo governo dos EUA entre 1997 e 2005 e foi o supercomputador mais rápido do mundo até o final de 2000. Foi a primeira máquina ASCI que o Departamento de Energia adquiriu, e também o primeiro supercomputador a pontuar acima de um teraflops no benchmark LINPACK, um teste que mede a velocidade de cálculo de um computador. Atualizações posteriores para o ASCI Red permitiram que ele executasse acima de dois teraflops.
A ASCI Red ganhou uma reputação de confiabilidade que, segundo alguns veteranos, nunca foi vencida. O diretor da Sandia, Bill Camp, disse que o ASCI Red tinha a melhor confiabilidade que qualquer supercomputador já construído e "era o ponto alto da supercomputação em longevidade, preço e desempenho".
O ASCI Red foi desativado em 2006.

## Estrutura do sistema
O supercomputador ASCI Red era um computador de passagem de mensagens MIMD (Multiple Instruction, Multiple Data). O design forneceu altos graus de escalabilidade para entrada e saída, memória, nós de computação, capacidade de armazenamento e comunicações; interfaces paralelas padrão também tornaram possível portar aplicativos paralelos para a máquina. A máquina foi estruturada em quatro partições: Computação, Serviço, entrada e saída e Sistema. Aplicativos paralelos executados na partição de computação que continham nós otimizados para desempenho de ponto flutuante. Os nós de computação tinham apenas os recursos necessários para uma computação eficiente - eles não tinham a finalidade de serviços interativos gerais. A partição de serviço forneceu um host escalável e integrado que suportava usuários interativos (sessões de logon), desenvolvimento de aplicativos e administração do sistema. A Partição de entrada e saída suporta entrada e saída de disco, um sistema de arquivos paralelo escalável e serviços de rede. A partição do sistema suportava os recursos de inicialização inicial, confiabilidade do sistema, disponibilidade e capacidade de manutenção (RAS).
A partição de serviço ajuda a integrar todas as diferentes partes do ASCI Red juntas. Ele fornece um host escalável para usuários e é usado para administração geral do sistema. A partição de entrada e saída fornece um sistema de arquivos e serviços de rede, e a partição de serviço é composta pelas telas de login, ferramentas para desenvolvimento de aplicativos e utilitários para conexões de rede. A partição Compute contém nós projetados para desempenho de ponto flutuante. É aqui que a computação real ocorre. Todos os nós de computação acomodavam dois processadores Pentium Pro de 200 MHz, cada um com um cache de 16 KB nível 1 e um cache de 256 KB nível 2, que foram atualizados posteriormente para dois processadores Pentium II OverDrive de 333 MHz, cada um com 32 KB cache de nível 1 e cache de 512 KB de nível 2. Segundo a Intel, o ASCI Red Computer também é o primeiro supercomputador de grande escala a ser construído inteiramente com componentes comuns disponíveis no mercado.
Todas as partições do ASCI Red são interconectadas para formar um supercomputador, no entanto, ao mesmo tempo, nenhum dos nós suporta a memória compartilhada global. Cada um dos nós trabalha em sua própria memória e compartilha dados com os outros por meio de "passagem explícita de mensagens".